# Laura Aguilar
Laura Aguilar (San Gabriel, 26 de octubre de 1959-Long Beach, 25 de abril de 2018) fue una fotógrafa estadounidense. Nació con dislexia auditiva y su hermano la inició en la fotografía, que le enseñó a desenvolverse en cuartos oscuros. En su mayoría fue autodidacta, aunque realizó algunos cursos de fotografía en el East Los Angeles College, donde realizó su segunda exposición individual, Laura Aguilar: Show and Tell. Era conocida por sus retratos, sobre todo de sí misma, y también se centraba en las personas de comunidades marginadas, incluidos los temas LGBT y latinos, la autoestima y el estigma social de la obesidad (gordofobia).

## Trayectoria
Aguilar era hija de un padre mexicano-estadounidense de primera generación. Su madre es de ascendencia mixta mexicana e irlandesa. Tenía dislexia auditiva y desarrolló un interés temprano en la fotografía como medio. Asistió a la escuela secundaria Schurr en Montebello, California. En 1987, durante una clase de fotografía de la escuela secundaria, conoció a Gil Cuadros, un poeta mexicano-estadounidense que fue diagnosticado con VIH/sida. Cuadros acompañó a Aguilar al downtown de Los Ángeles para hacer fotografías.
Aguilar estuvo activa como fotógrafa a partir de la década de 1980. Fue principalmente autodidacta, aunque estudió durante un tiempo en el East Los Angeles Community College y participó en los talleres The Friends of Photography Workshop y Santa Fe Photographic Workshop.
Aguilar realizó principalmente retratos. Su trabajo se centra en la forma humana y desafía las construcciones sociales contemporáneas de la belleza, centrándose en las lesbianas latinas, los negros y las personas con sobrepeso. Según los críticos, a menudo utilizaba el autorretrato para aceptar su propio cuerpo mientras desafiaba las normas sociales de sexualidad, clase, género y raza. En su serie Stillness (1996–99), Motion (1999) y Center (2001), fusionó el retrato con los géneros del paisaje y la naturaleza muerta. Aguilar declaró que su objetivo artístico era "crear imágenes fotográficas que representen con compasión la experiencia humana, revelada a través de las vidas de individuos de las comunidades de lesbianas/gay y/o personas de color".
Las obras de Aguilar se han mostrado en más de 50 exposiciones nacionales e internacionales, incluyendo la Bienal de Venecia de 1993, en Italia; la Bridge Gallery del Ayuntamiento de Los Ángeles, Los Angeles Contemporary Exhibitions (LACE), el Los Angeles Photography Center, la Women's Center Gallery de la Universidad de California en Santa Bárbara, y la exposición Visibilities: Intrepid Women of Artpace de Artpace. En 1995, recibió el premio James D. Phelan en fotografía, y en 2000, fue galardonada con el Anonymous Was A Woman. Tuvo su primera retrospectiva en el Vincent Price Art Museum en East Los Angeles College como parte de la serie de exposiciones Pacific Standard Time LA/LA en 2017-18. La exposición también tuvo paradas en Miami en el Frost Art Museum y el National Museum of Mexican Art de Chicago. Se inauguró en el Museo Leslie-Lohman de Nueva York en la primavera de 2021.
Aguilar murió por complicaciones con la diabetes en la residencia Colonial Care Center de Long Beach, California, con 58 años.

## Colecciones
Su obra forma parte de varias colecciones públicas, como las del Instituto Kinsey de Investigación sobre Sexo, Género y Reproducción de la Universidad de Indiana, en Bloomington; el Museo de Arte del Condado de Los Ángeles; el Museo de Arte Contemporáneo de Los Ángeles; el Museo Whitney de Arte Americano de Nueva York; y el Nuevo Museo de Arte Contemporáneo de Nueva York.

## Obra
- Nudes and Self Portraits. Gran parte del trabajo de Aguilar son autorretratos desnudos, estas series incluyen Stillness, Window (Nikki on My Mind), Motion,[23] Grounded,[24] Center [25] y Nature Self-Portraits.[26]
- Clothed/ Unclothed Series (1990-1994).[27] Una serie de dípticos que representan una variedad de temas que incluyen personas de comunidades LGBT, heterosexuales, latinas y negras. La primera fotografía muestra a los sujetos vestidos y la segunda sin ropa.
- In Sandy's Room 1989 is a self-portrait.[28] Muestra a Aguilar recostada en una silla frente a una ventana abierta.
- Three Eagles Flying 1990 es un tríptico.[29] En el centro, Aguilar está atada con cuerdas con la bandera mexicana envuelta alrededor de su cabeza y la bandera estadounidense alrededor de sus caderas. El águila de la bandera mexicana cubre su rostro.[30] El panel a su izquierda es una foto de la bandera mexicana y a su derecha está la bandera estadounidense.
- Latina Lesbian Series 1986-1990.[31] Es una serie de retratos en blanco y negro de mujeres lesbianas, en su mayoría encargados por Yolanda Retter y patrocinados por Connexxus.[32] Debajo de cada retrato hay notas escritas a mano por las mujeres que aparecen en las fotos.
- Plush Pony Series 1992. Es el intento de Aguilar de mostrar todas las caras de la comunidad lesbiana latina. Aguilar se instaló en el bar de lesbianas del este de Los Ángeles llamado The Plush Pony y fotografió a los clientes creando una serie de retratos en blanco y negro de la comunidad de clase trabajadora baja.[10][33]

## Recepción de la crítica
Críticos y académicos identifican estrechamente la obra de Aguilar con el feminismo chicano; un escritor observa que "Aguilar se aleja conscientemente de las imágenes socialmente normativas de los cuerpos femeninos chicanos y los desvincula de la nostalgia o las idealizaciones centradas en los hombres". Chon A. Noriega, director del Centro de Investigación de Estudios Chicanos de la UCLA, señala que Aguilar es inusual por el modo en que "colabora con sujetos que son sus pares, de modo que sus obras no tienen que ver con las diferencias de poder entre el fotógrafo y el sujeto, como suele ocurrir, aunque implícitamente, con ... la propia tradición del documental social".
Al referirse a la obra de Aguilar Three Eagles Flying, Charlene Villasenor Black, profesora de la UCLA que enseña la obra de Aguilar tanto en sus cursos de historia del arte como en los de estudios chicanx, dice: "[Aguilar] desafía la idea del desnudo femenino -uno de los géneros más importantes del arte occidental- como objeto pasivo de la mirada masculina. Está muy claro que es consciente de la tradición, y es capaz de repetir ciertos elementos del canon de tal manera que nos muestra lo inestable que es ese significado y de cuestionar estas ideas esencializadas sobre la mujer".
Sus autorretratos más recientes, según los críticos, navegan por su intersección personal de identidades como latina, lesbiana, disléxica y con sobrepeso. Su serie más conocida se considera a menudo Latina Lesbians (1986-89), que inició para ayudar a mostrar una imagen positiva de las lesbianas latinas para una conferencia sobre salud mental. Otras obras populares son Clothed/Unclothed (1990-94), Plush Pony (1992) y Grounded (2006-07), siendo esta última su primera obra realizada en color. El crítico A. M. Rousseau señala: "[Aguilar] hace público lo que es más privado. Con este arriesgado acto, transgrede las imágenes familiares de representación del cuerpo humano y sustituye los estereotipos por imágenes de autodefinición. Reclama su cuerpo para sí misma".